# 格雷斯弗拉特 (加利福尼亞州)
格雷斯弗拉斯（英語：Grays Flat）是位於美國加利福尼亞州普盧默斯縣的一個非建制地區。該地的面積和人口皆未知。

## 地理
格雷斯弗拉斯的座標為40°01′04″N 121°03′49″W / 40.01778°N 121.06361°W，而該地的平均海拔高度為899米（即2949英尺）。